# Тирсули
Тирсули — горная вершина в Гималаях. Находится на территории национального парка Нанда-Деви в округе Питхорагарх региона Кумаон индийского штата Уттаракханд.
Вместе с восточной Нанда-Деви (7434 м), Дунагири (7066 м) и Чангабанг (6864 м) окружает наивысшую вершину региона — Нанда-Деви (7816 м).
В 1939 году во время польской экспедиции на Нанда-Деви, при сходе лавины на Тирсули, погибли альпинисты Адам Карпинский и Стефан Бернадзикевич.
Первое восхождение на вершину осуществили 19 ноября 1966 года Ниррапада Маллик, Шиабал Чакраворти, Таши (шерп), Дорджи (шерп).